# Rosa del nord
Rosa del nord (Nordlandrose) è un film muto del 1914 diretto da Curt A. Stark.

## Produzione
Il film fu prodotto dalla Messter Film.

## Distribuzione
Il film venne presentato in prima a Berlino il 25 dicembre 1914.